# Bernd Brandl

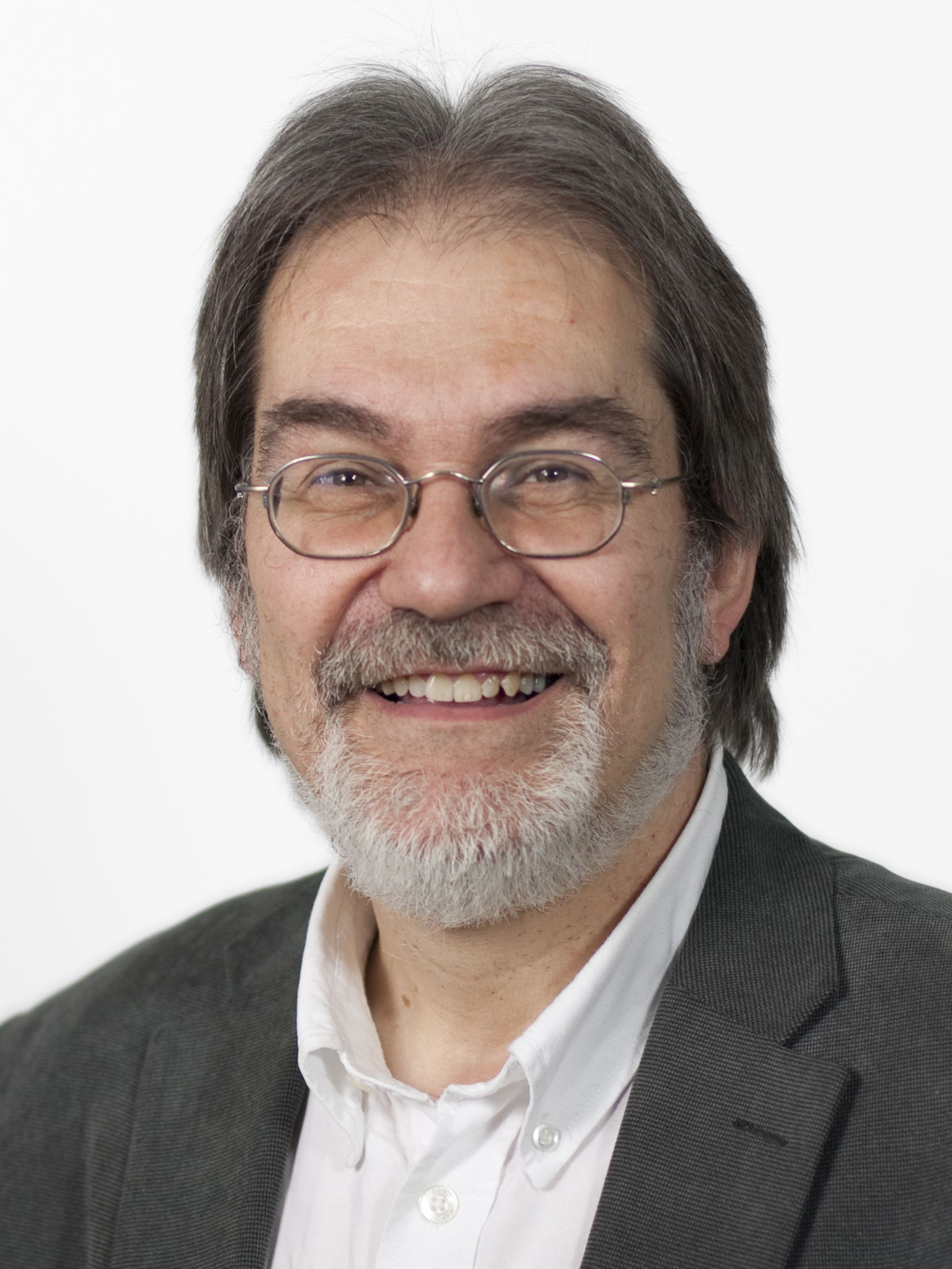
Bernd Brandl 2011

Bernd Brandl (* 17. Februar 1954 in Gevelsberg, Nordrhein-Westfalen) ist ein deutscher evangelischer Missionar, Theologe und langjähriger Professor für Kirchen- und Missionsgeschichte an der Internationalen Hochschule Liebenzell (IHL).

## Leben und Wirken
Bernd Brandl studierte von 1972 bis 1975 und zwischen 1982 und 1986 Evangelische Theologie am Bibelseminar Wuppertal und an der Freien Theologischen Hochschule Gießen. Dazwischen arbeitete er von 1974 bis 1980 als Gemeinschaftspastor der Stadtmission Dortmund und war danach bis 1982 als Missionar der Neukirchener Mission auf der Hauptinsel Java, Indonesien, in einer Arbeit innerhalb der Christlichen Kirche Mitteljava-Nord (Gereja Kristen Java Tengah Utara, GKJTU) mit Sitz in Salatiga. Nach dem Studium war er zwischen 1986 und 1988 als Jugendreferent in der Evangelischen Kirche im Rheinland tätig. Im Jahr 1986 begann er ebenso ein Doktoralstudium und 1989 seine Promotion zum Ph.D. im Fachbereich Praktische Theologie/Missiologie an der Evangelisch Theologischen Faculteit Leuven, Belgien, die er schließlich 1997 mit seiner Dissertation über Die Geschichte der Neukirchener Mission als erste deutsche Glaubensmission abschloss. Von 1989 bis 1993 arbeitete er als Missionar und Dozent für Kirchengeschichte und Missiologie am Nassa Theological College in Tansania, danach bis 1996 als Missionsleiter der Neukirchener Mission.
Im Jahr 1996 wechselte er zur Liebenzeller Mission, wo er bis 2005 Studienleiter des Bibelkollegs – einer Kurzbibelschule – und von 1999 bis 2011 Dozent für Missions- und Kirchengeschichte am Theologischen Seminar der Liebenzeller Mission war. Von 2011 bis zu seinem Ruhestand 2020 war er Professor für Kirchen- und Missionsgeschichte an der Internationalen Hochschule Liebenzell. Seine Forschungsschwerpunkte sind die Kirchen und die Verfolgungsgeschichte der orientalischen Kirchen, die Geschichte der Glaubensmissionen im 19. und 20. Jahrhundert als auch des Pietismus und der Erweckungsbewegungen, sowie die Kirchen im Dritten Reich. Ab 2016 war er an der IHL Studiengangsleiter für B.A. Evangelische Theologie. Er ist Referent bei Fachtagungen.
Er ist Mitglied der Deutschen Gesellschaft für Missionswissenschaft, des Arbeitskreises für evangelikale Theologie, des „Vereins für Württembergische Kirchengeschichte“, stellvertretender Vorsitzender sowohl des „Arbeitskreises Evangelikale Missiologie“ als auch der „Freien Evangelischen Schule Nordschwarzwald e. V.“ in Calw und Vorstandsmitglied des „Evangelischen Forums für Mission, Kultur und Religion e. V. – missiotop“.
Brandl ist Redaktionsleiter und Herausgeber der „edition afem“, Mitherausgeber der Zeitschrift „em“ (Evangelikale Missiologie) und des „Jahrbuch Mission“ und Autor etlicher missiologischer und kirchengeschichtlicher Fachbücher sowie einiger Biografien.

## Privates
Bernd Brandl ist verheiratet mit seiner Frau Dorothea. Das Paar hat zwei Töchter und wohnt in Schömberg.

## Auszeichnungen
- 2000: George-W.-Peters-Preis[11]

## Veröffentlichungen
Monographien
- Die Neukirchener Mission. Ihre Geschichte als erste deutsche Glaubensmission, Neukirchener Verlagshaus, Neukirchen-Vluyn 1998, ISBN 978-3-7887-1701-8.
- Ludwig Doll. Gründer der Neukirchener Mission, VTR Verlag für Theologie und Religionswissenschaft, Nürnberg 2007, ISBN 978-3-937965-77-2.
- Reise zum Isenheimer Altar, ArteMedia, Riehen/Basel 2008, ISBN 978-3-905290-49-3.
- Wenn Kirchen sterben. Ein erschütternder und vergessener Teil der Kirchen- und Islamgeschichte Afrikas und Asiens, VTR, Nürnberg 2012, ISBN 978-3-941750-64-7.
- Heinrich Coerper – Gründer der Liebenzeller Mission, Lit Verlag, Berlin 2024, ISBN 978-3-643-25134-3.

als (Mit)Herausgeber
- Mission und Reflexion im Kontext. Perspektiven evangelikaler Missionswissenschaft im 21. Jahrhundert. Festschrift für Klaus W. Müller, VTR, Nürnberg 2010, ISBN 978-3-941750-26-5.
- mit Meiken Buchholz: Hudson Taylor: Visionär, Stratege, Missionar: 150 Jahre China-Inland-Mission, VTR, Nürnberg 2015, ISBN 978-3-95776-048-7.

Aufsätze
- Feldleitung und Heimatleitung, Die Person des Missionars. Berufung-Sendung-Dienst. Referate der Jahrestagung 1996 des Arbeitskreises für evangelikale Missiologie. In: Klaus. W. Müller (Hrsg.), Verlag für Kultur und Wissenschaft, Bonn 1997, S. 45–50.
- Zum Problem des Synkretismus in afrikanischen Kirchen, Werden alle gerettet? Moderner Heilsuniversalismus als Infragestellung der christlichen Mission. Referate der afem-Jahrestagung 1998 (Edition afem – mission reports 6). In: Klaus. W. Müller (Hrsg.), Verlag für Kultur und Wissenschaft, Bonn 1998, S. 87–94.
- Beschneidung als Problem in der Pionierphase der Neukirchener Pokomo Mission. In: Arbeitsgemeinschaft f. evangelikale Missiologie (Hrsg.), Evangelikale Missiologie, 14, Korntal-Münchingen 1/1998, S. 18–30.
- Zum Problem des Synkretismus in afrikanischen Kirchen, Kein anderer Name. Die Einzigartigkeit Jesu Christi und das Gespräch mit nichtchristlichen Religionen. Festschrift zum 70. Geburtstag von Peter Beyerhaus. In: Thomas Schirrmacher (Hrsg.), Verlag für Theologie und Religionswissenschaft, Nürnberg 1999, S. 340–346.
- Missionsgeschichte: quo vadis?. In: Arbeitsgemeinschaft für evangelikale Missiologie Evangelikale Missiologie (Hrsg.), 15, Korntal-Münchingen 4/1999, S. 158–161.
- Mission und Reich Gottes Gedanken zu Georg F. Vicedoms Missio Dei und Actio Dei. In: Klaus W. Müller (Hrsg.), Georg F. Vicedom: Missio Dei, Actio Dei, Verlag für Theologie und Religionswissenschaft, Nürnberg 2002, S. 19–26.
- Mission in evangelikaler Perspektive. In: Christoph Dahling-Sander, Andrea Schultze u. a. (Hrsg.): Leitfaden Ökumenischer Missionstheologie, Chr. Kaiser/Gütersloher Verlagshaus, Gütersloh 2003, S. 178–199.
- Schlüssel zum Herzen der Menschen. In: Rolf Hille und Herbert H. Klement (Hrsg.): Ein Mensch – was ist das?, Wuppertal/Gießen/Basel: Brockhaus/Brunnen, 2004, S. 292–310.
- Mission als Kirche Gottes in Bewegung. Historische Betrachtungen zum Thema. In: Klaus W. Müller (Hrsg.): Mission der Gemeinde – Gemeinde der Mission, VTR/VKW, Nürnberg/Bonn 2007, S. 65–80.
- Der Untergang der nordafrikanischen Christenheit durch den Islam. Ursachen und Konsequenzen. In: Rolf Hille (Hrsg.): Vom Islam herausgefordert. Systematische und praktische Antworten evangelikaler Theologie, Brockhaus, Witten 2009, S. 49–74.
- 100 Jahre nach der Weltmissionskonferenz in Edinburgh – Missionarische Perspektiven für die Zukunft. In: EMW+VEMK (Hrsg.): Mission erfüllt? Edinburgh 1910 – 100 Jahre Weltmission. Jahrbuch Mission, Missionshilfe, Hamburg 2009, S. 55–62.
- Der Einfluss der Internationalen evangelischen Missions- und Evangelisationsbewegung auf die Gründungsphase des Gnadauer Verbandes. In: Frank Lüdke und Norbert Schmidt (Hrsg.): Evangelium und Erfahrung 125 Jahre Gemeinschaftsbewegung, Lit Verlag, Berlin 2014, S. 35–63.
- Gesandt wie Christus – Historische Sendungsmotive westlicher Missionsbewegungen. In: Jürgen Schuster und Volker Gäckle (Hrsg.): Der Paradigmenwechsel in der Weltmission. Die Chancen und Herausforderungen nichtwestlicher Missionsbewegungen (Interkulturalität & Religion, Band 1), Lit Verlag, Berlin 2014, ISBN 978-3-643-12374-9.
- The Decline of Ancient North African Christianity through the Impact of Islam. In: Hans Aage Gravaas, Christof Sauer u. a. (Hrsg.): Freedom of Belief & Christian Mission, Regnum Edinburgh Centenary Series Vol. 26, Oxford 2015, S. 227–241.
- Hudson Taylor als Vertreter einer radikalen Erweckungs- und Missionsbewegung. In: Thomas Schirrmacher (Hrsg.): Evangelische Missiologie, Bd. 31, Gießen 3/2015, S. 122–139.
- Erinnerung an den Prälaten und Missionstheologen Karl Hartenstein 1894-1952. Mission in heilsgeschichtlich-endzeitlicher Perspektive. In: Elmar Spohn (Hrsg.): Gottes Handeln in der Geschichte: Einschätzungen – Ergebnisse – Diskussionen. Festschrift für Klaus Wetzel zum 65. Geburtstag (als Hrsg.), Korntaler Reihe; Band 13, VTR Verlag für Theologie und Religionswissenschaft, Nürnberg 2017, ISBN 978-3-95776-076-0, S. 155–166.
- Ausgrenzung und Verfolgung von Juden in der Zeit von 1933–1945 in Schömberg. In: Kreisgeschichtsverein Calw e. V. (Hrsg.): Einst & Heute. Historisches Jahrbuch für den Landkreis Calw. Ausgabe 2017/18, Calw 2017, S. 133–148, ISSN 2197-523X.
- Religion und Gewalt – dargestellt an der Hexenverfolgung in der frühen Neuzeit. In: Jürgen Schuster und Volker Gäckle (Hrsg.): Religionsfreiheit, Meinungsfreiheit und christlicher Glaube (Interkulturalität & Religion, Band 5), Lit Verlag, Berlin 2017, ISBN 978-3-643-13829-3.
- Überraschende Begegnung am Tana-Fluss in Kenia: Beobachtungen zur Missions- und Kirchengeschichte des Volkes der Oromo (Galla) und Pokomo. In: Michael Biehl und Ulrike Plautz (Hrsg.): Begegnung als Mission: Zwischen interkultureller Theologie und verantwortlichem Glauben (Festschrift zur Verabschiedung von Klaus Schäfer als Direktor des Zentrums für Mission und Ökumene), Missionshilfe Verlag, Hamburg 2019, ISBN 978-3-946426-12-7, S. 63–75.

Lexikonartikel
- Neukirchener Mission, in: (Hg.) Walter Kasper u. a., Lexikon für Theologie und Kirche, Freiburg i. Breisgau, Basel, Rom, Wien: Herder Verlag, 31998, Bd. 7, S. 763.
- Artikel in Heinzpeter Hempelmann u. a. (Hrsg.): Evangelisches Lexikon für Theologie und Gemeinde (ELThG²). Neuausgabe, Bd. 2, SCM R.Brockhaus, Holzgerlingen 2019, ISBN 978-3-417-26802-7.
  - Gemeinschaftsbewegung (Missionswerke), Sp. 455–456
  - Graul, Karl (1814-1864), Sp. 805–807
  - Gundert, Hermann (1814-1893), Sp. 850–852.